# Santiago Botero
Jaimar Santiago Botero Echeverry (Medellín, 27 ottobre 1972) è un ex ciclista su strada colombiano, professionista dal 1996 al 2008. Nel 2002 concluse quarto al Tour de France, ottenendo poi il titolo iridato a cronometro ai campionati del mondo di Zolder.

## Biografia

### Primi anni
Fin dall'infanzia è stato molto appassionato di biciclette, soprattutto dopo che il padre, Alberto Botero, gli ha regalato una bicicletta da fuoristrada, con la quale si è allenato e ha iniziato a gareggiare in gare di mountain bike a Medellín. Sebbene non fosse un ottimo studente accademico, divenne uno dei ciclisti più importanti della Colombia.
Juan Darío Uribe, medico sportivo che lo scoprì e lo orientò verso il ciclismo su strada, racconta di aver sottoposto a Botero una prova di sforzo pari a quella dei suoi corridori (alcuni di loro erano Oscar de Jesús Vargas, Carlos Mario Jaramillo e Juan Diego Ramírez), utilizzando una bicicletta stazionaria. I risultati sono stati molto sorprendenti.
Detti professionisti hanno raggiunto i 600 watt di potenza e stavano per svenire. Santiago sembrava un robot a questo punto del test e si sentiva solo leggermente stanco. "Mi sono reso conto che aveva condizioni di talento. Nessuno delle migliaia di atleti di Indeportes Antioquia che ho studiato ha mostrato un tale livello di forza", ha detto il dottor Uribe.
Ha insistito per allenare Botero in Europa e non in Colombia, dopodiché Santiago ha deciso di viaggiare in quel continente e ha fatto il suo debutto professionale lì nel 1996 con la squadra spagnola Kelme.

## Carriera
Passa professionista nel 1996, ingaggiato dalla formazione spagnola Kelme-Artiach. Ottiene la prima vittoria europea nel 1998, anno in cui si aggiudica una tappa al Gran Premio Internacional Mitsubishi MR Cortez in Portogallo. Nel 1999 conquista una frazione alla Ruta del Sol e una alla Parigi-Nizza; nella stagione seguente si mette quindi in mostra al Tour de France: in quell'edizione della Grande Boucle vince la tappa con arrivo a Briançon, conclude al settimo posto nella classifica generale e conquista la maglia a pois di miglior scalatore.
Nel 2001 fa sue due tappe alla Vuelta a España, e conclude diciottesimo nella graduatoria generale. Specialista delle cronometro, nello stesso anno si piazza terzo nella prova contro il tempo ai campionati del mondo di Lisbona. Nel 2002 vince una tappa al Critérium du Dauphiné, due al Tour de France (chiudendo quarto nella classifica finale) e una alla Vuelta a España; nella cronometro dei campionati mondiali di Zolder riesce inoltre, dopo il terzo posto dell'anno prima, a far suo il titolo iridato davanti a Michael Rich e Igor González de Galdeano. Sempre nel 2002, come già nel 1999, viene trovato positivo al testosterone in un controllo antidoping.
Nel 2003 si trasferisce alla Telekom (poi T-Mobile), con la quale però non consegue risultati di rilievo. Nel 2005, dopo essere passato alla Phonak, vince il Giro di Romandia (supera di 33 secondi Damiano Cunego) e due tappe al Critérium du Dauphiné Libéré. Nel giugno 2006, poco prima dell'inizio del Tour de France, viene coinvolto nello scandalo-doping dell'Operación Puerto e precauzionalmente sospeso dal suo team. Torna a correre nel 2007 con il sodalizio Continental colombiano UNE-Orbitel, vincendo la Vuelta a Colombia e il titolo a cronometro ai Giochi panamericani.
Nel 2008 veste la divisa della squadra statunitense Rock Racing insieme a ciclisti come Tyler Hamilton, Víctor Hugo Peña e Óscar Sevilla, mentre l'anno dopo è tra le file della Orgullo Paisa, formazione dilettantistica colombiana. Nel 2010 conclude al quinto posto il Tour de San Luis, vincendo poi la prova in linea e a cronometro dei Giochi sudamericani di Medellín, la sua città. Nel luglio dello stesso anno si ritira dall'attività agonistica, anche a causa di problemi di salute legati ad un contagio da dengue; resta comunque nell'ambiente ciclistico, diventando manager della Orgullo Paisa-Indeportes Antioquia.

### Ritiro dal ciclismo
Botero si è ritirato dalla sua carriera professionale nel 2010 e quello stesso anno è stato premiato da Coldeportes come uno degli sportivi più importanti della Colombia. Il ciclista colombiano aveva 38 anni al momento del suo ritiro, lavorando come professionista da 15 anni, il che lo ha reso uno dei migliori atleti del suo paese.
È un amministratore aziendale laureato presso l'Università Eafit, nel suo paese. Ha anche studiato gestione dei servizi presso l'Università di Medellín.

## Palmarès
- 1997 (Kelme, una vittoria)

Prologo Vuelta a Chile (La Serena, cronometro)
- 1998 (Kelme, una vittoria)

2ª tappa Gran Premio Internacional Mitsubishi MR Cortez
- 1999 (Kelme, due vittorie)

2ª tappa Ruta del Sol (Castell de Ferro > Malaga)
5ª tappa Parigi-Nizza (Cusset > Firminy)
- 2000 (Kelme, una vittoria)

13ª tappa Tour de France (Draguignan > Briançon)
- 2001 (Kelme, tre vittorie)

7ª tappa Vuelta a España (Torrelavega, cronometro)
21ª tappa Vuelta a España (Madrid, cronometro)
Clásica a los Puertos de Guadarrama
- 2002 (Kelme, sei vittorie)

Classique des Alpes
3ª tappa Critérium du Dauphiné Libéré (Montélimar > Pierrelatte, cronometro)
9ª tappa Tour de France (Lanester > Lorient, cronometro)
15ª tappa Tour de France (Vaison-la-Romaine > Les Deux Alpes)
16ª tappa Vuelta a España (Avilés > León)
Campionati del mondo, Prova cronometro
- 2005 (Phonak, quattro vittorie)

5ª tappa Tour de Romandie (Losanna, cronometro)
Classifica generale Tour de Romandie
3ª tappa Critérium du Dauphiné Libéré (Roanne, cronometro)
6ª tappa Critérium du Dauphiné Libéré (Albertville > Morzine-Avoriaz)
- 2007 (UNE, undici vittorie)

Campionati colombiani, Prova a cronometro
Giochi panamericani, Prova a cronometro
4ª tappa Clásica Ramón Emilio Arcila (El Peñol > Manila/Cundinamarca, cronometro)
Classifica generale Clásica Ramón Emilio Arcila
3ª tappa Clásica Rionegro con Futuro-Aguas de Rionegro
Classifica generale Clásica Rionegro con Futuro-Aguas de Rionegro
Prologo Vuelta a Colombia (Barranquilla, cronometro)
6ª tappa Vuelta a Colombia (San Sebastián de Mariquita > Manizales)
14ª tappa Vuelta a Colombia (Bogotà, cronometro)
Classifica generale Vuelta a Colombia
Prologo Vuelta al Valle del Cauca (Cali, cronometro)
- 2008 (Rock Racing, quattro vittorie)

2ª tappa Redlands Classic (Beaumont > Beaumont)
Classifica generale Redlands Classic
Prologo Vuelta a Colombia (Barrancabermeja, cronometro)
1ª tappa Cascade Classic
- 2009 (Orgullo Paisa, tre vittorie)

7ª tappa Vuelta a Colombia (Medellín, cronometro)
Campionati colombiani, Prova a cronometro
1ª tappa Clásica Carmen de Viboral (Carmen/Antioquia, cronometro)
- 2010 (Orgullo Paisa, due vittorie)

Giochi sudamericani, Prova in linea
Giochi sudamericani, Prova a cronometro

### Altri successi

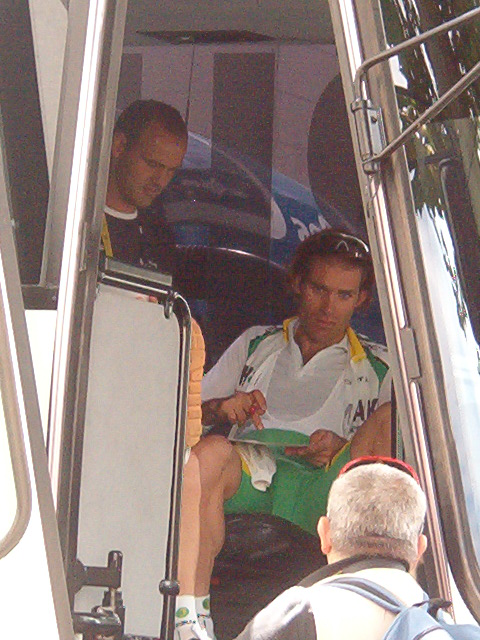
Tour de France 2005. Santiago Botero sull'autobus Phonak.

- 2000 (Kelme)

Classifica scalatori Tour de France
- 2005 (Phonak)

Classifica combinata Critérium du Dauphiné Libéré

## Piazzamenti

### Grandi Giri
- Giro d'Italia

1998: 54º
- Tour de France

2000: 7º
2001: 8º
2002: 4º
2003: ritirato
2004: 75º
2005: 51º
- Vuelta a España

1997: 98º
2000: 72º
2001: 18º
2002: 66º
2004: ritirato
2005: ritirato

### Classiche monumento
- Liegi-Bastogne-Liegi

1998: 63º
2005: 34º

### Competizioni mondiali
- Campionato del mondo

Lisbona 2001 - In linea Elite: 29º
Lisbona 2001 - Cronometro Elite: 3º
Zolder 2002 - In linea Elite: 128º
Zolder 2002 - Cronometro Elite: vincitore
- Giochi olimpici

Sydney 2000 - In linea: ritirato
Atene 2004 - In linea: 31º
Atene 2004 - Cronometro: 8º
Pechino 2008 - In linea: 6º
Pechino 2008 - Cronometro: 25º